# Jan Wallinder
Jan-Erik Magnus Wallinder, född  7 juli 1915 i Stockholm, död 13 mars 2006, var en svensk arkitekt.
Jan Wallinders uppförda byggnader ligger i huvudsak i Göteborgsregionen, där han fick många uppdrag inom allmännyttan och den offentliga sektorn. Därtill kom han att specialisera sig inom service- och produktionsanläggningar och ritade bland annat vattentorn samt kraftanläggningen Åbyverket i Örebro.

## Biografi

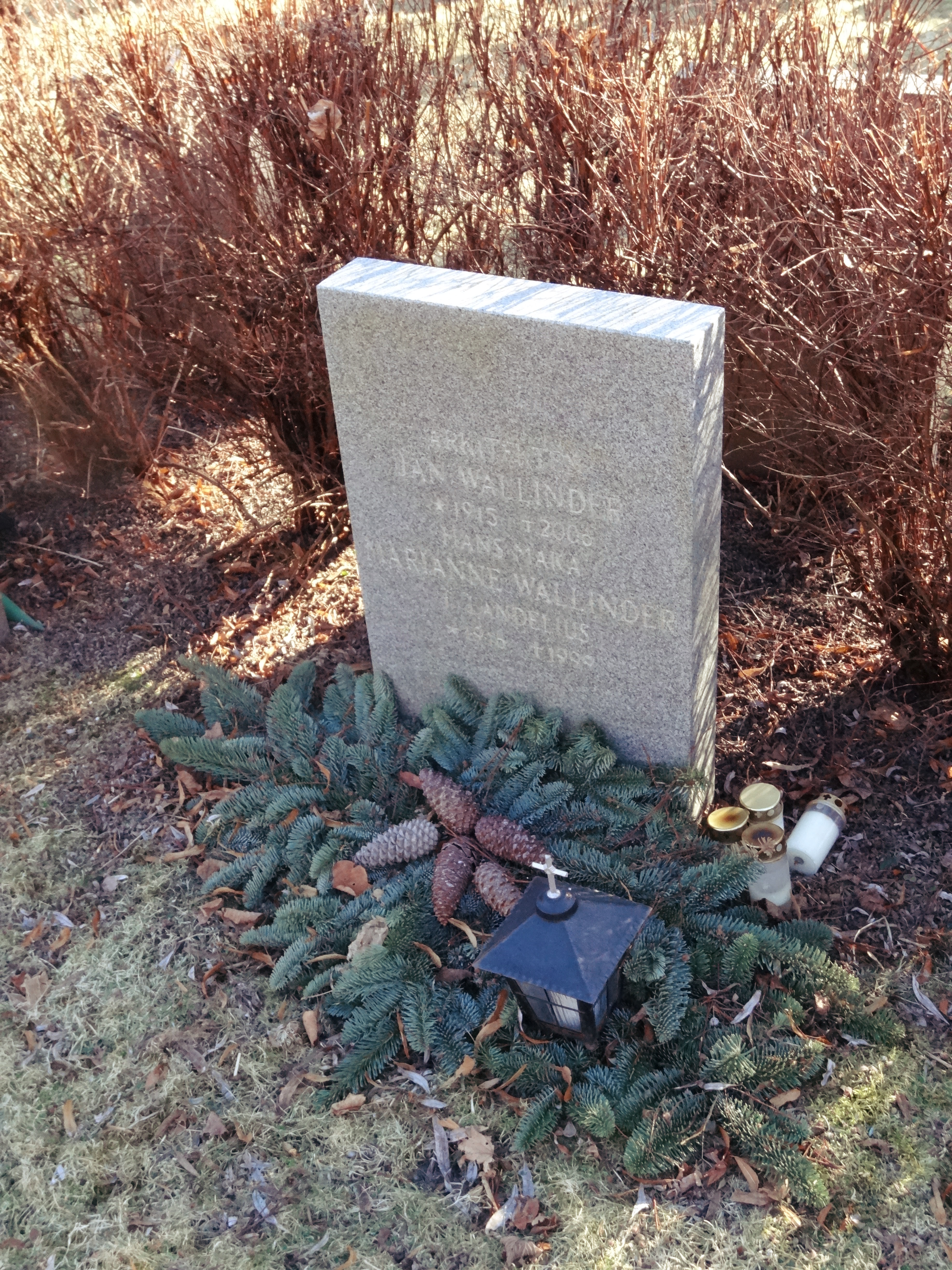
Jan Wallinders gravvård på Stampens kyrkogård i Göteborg.

Jan Wallinder utbildade sig till arkitekt vid Kungliga Tekniska högskolan i Stockholm och tog examen 1939. Han gjorde praktik under studietiden och arbetade vid Gunnar Asplunds arkitektkontor i Stockholm fram till dennes död 1940. Wallinder arbetade 1940–1942 på Fortifikationsstyrelsen och var 1945–1947 förste assistent i arkitektur hos Nils Ahrbom på KTH. Han startade ett eget arkitektkontor 1942 och flyttade 1947 till Göteborg. Bland annat Poul Hultberg, Yngve Lundquist, Rune Lund och Alf Valentin, Ingegerd Ågren och Gert Wingårdh var medarbetare på Wallinders arkitektkontor.
Han bedrev fria arkitektstudier som stipendiat hos Svenska institutet i Rom 1948–1949. Wallinder fick efter Axel Munthes bortgång 1949 och Munthes testamenterande av Villa San Michele uppdraget att mäta upp anläggningen. Han satt senare i styrelsen för Svenska institutet i Rom (1968–1985) och Stiftelsen San Michele.

### Samarbetet med Brolid
Han samarbetade med Sven Brolid i en rad stora bostads- och centrumprojekt när Göteborg byggdes ut i bland annat Kortedala, Södra Järnbrott (Radiotorget), Södra Guldheden och Högsbotorp (Axel Dahlströms torg). Axel Dahlströms torg (1953–1955) planerades som ett stadsdelscentrum, ett så kallat "C-torg", vilket skulle utgöra ett socialt, kulturellt och kommersiellt centrum för ett befolkningsunderlag på cirka 9 000 personer. Ett landmärke vid torget blev Wallinder och Brolids femton våningar höga punkthus. Wallinder ritade även stadsdelsbiblioteket.
I Södra Guldheden ritade Wallinder tillsammans med Brolid bostäder och Doktor Fries torg. De niovånings punkthus som uppfördes 1950–1952 på Doktor Liborius gata i Guldheden efter Wallinders och Brolids ritningar har fått arkitektoniskt erkännande, genom sina två huskroppar, något förskjutna från varandra och förbundna med ett inglasat trapphus. Duon Wallinder/Brolid låg bland annat bakom de uppmärksammade husen på Gregorianska och Julianska gatan i Kortedala. De trekantiga punkthusen i 11-12 våningar syns väl vid Göteborgs nordöstra horisont. De utgör Kortedalas högsta och mest karaktäristiska landmärken, och blev internationellt uppmärksammade för sin arkitektur.

### Bibliotek
Wallinder var engagerad i utformningen av bibliotek från 1940-talet och framåt. På Svenska Allmänna Biblioteksföreningens uppdrag tog han tillsammans med Nils Ahrbom fram en handbok. Det mynnade även ut i uppdraget att rita Karlskronas stadsbibliotek. 1959 gav Wallinder ut boken Biblioteksbyggnader. Ett annat stort biblioteksprojekt var Jönköpings stadsbibliotek som invigdes 1969. Han ritade även flera länktorn, bland annat Sätra radiolänktorn i Stockholm som uppfördes 1961. 

### Professor
Åren 1959–1980 var han professor i formlära vid Chalmers tekniska högskola i Göteborg. Under denna tid arbetade han parallellt med sin arkitektverksamhet. Han ritade även administrationsbyggnaden vid den nordvästra entrén (mot Landala) 1961. År 1962 invaldes han in i Konstakademien. Han var även engagerad i Stiftelsen Grez-sur-Loing där han var drivande kraft i restaureringen av pensionat Chevillon där den svenska konstnärskolonin verkat. Wallinder ritade även om byggnaden.
Wallinder engagerades i Hagagruppen som deltog i skapandet av det nya Haga på 1980-talet. Bland Wallinders medarbetare fanns bland andra Bibbi Olsson. Wallinder ritade bland annat Hagaskolan. Bland hans sista verk blev restaureringen av Karl Johansskolan i Göteborg som hans läromästaren Asplund ritat.
Han gravsattes den 13 september 2006 på Stampens kyrkogård i Göteborg. Han var gift med Marianne Landelius från 1940, dotter till generaldirektören Hugo Landelius. Han ritade den egna Villa Wallinder i Göteborg.

## Verk i urval
- Bostäder på Guldheden i Göteborg, 1950
- Bostadshus vid Axel Dahlströms torg i Göteborg, 1957
- Karlskrona bibliotek, 1959
- Kraftanläggningen Åbyverket i Örebro, 1960
- Sätra länktorn, Stockholm (Mälarhöjden), 1960
- Administrationsbyggnader och Palmstedtsalen vid Chalmers tekniska högskola, 1961
- Fässbergs gymnasium i Mölndal, 1963
- Bergsjöns vattentorn, 1965[14]
- Jönköpings stadsbibliotek, 1969
- Ljungby kommunbibliotek, 1978
- Vetlanda bibliotek, 1983

## Galleri

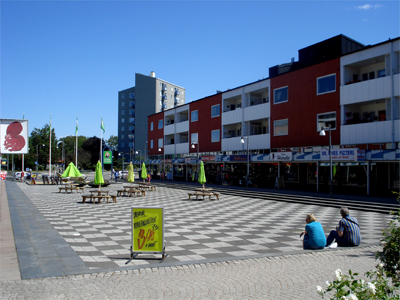
Wallinder skapade, tillsammans med Sven Brolid, Dr Fries torg i Guldheden, Göteborg
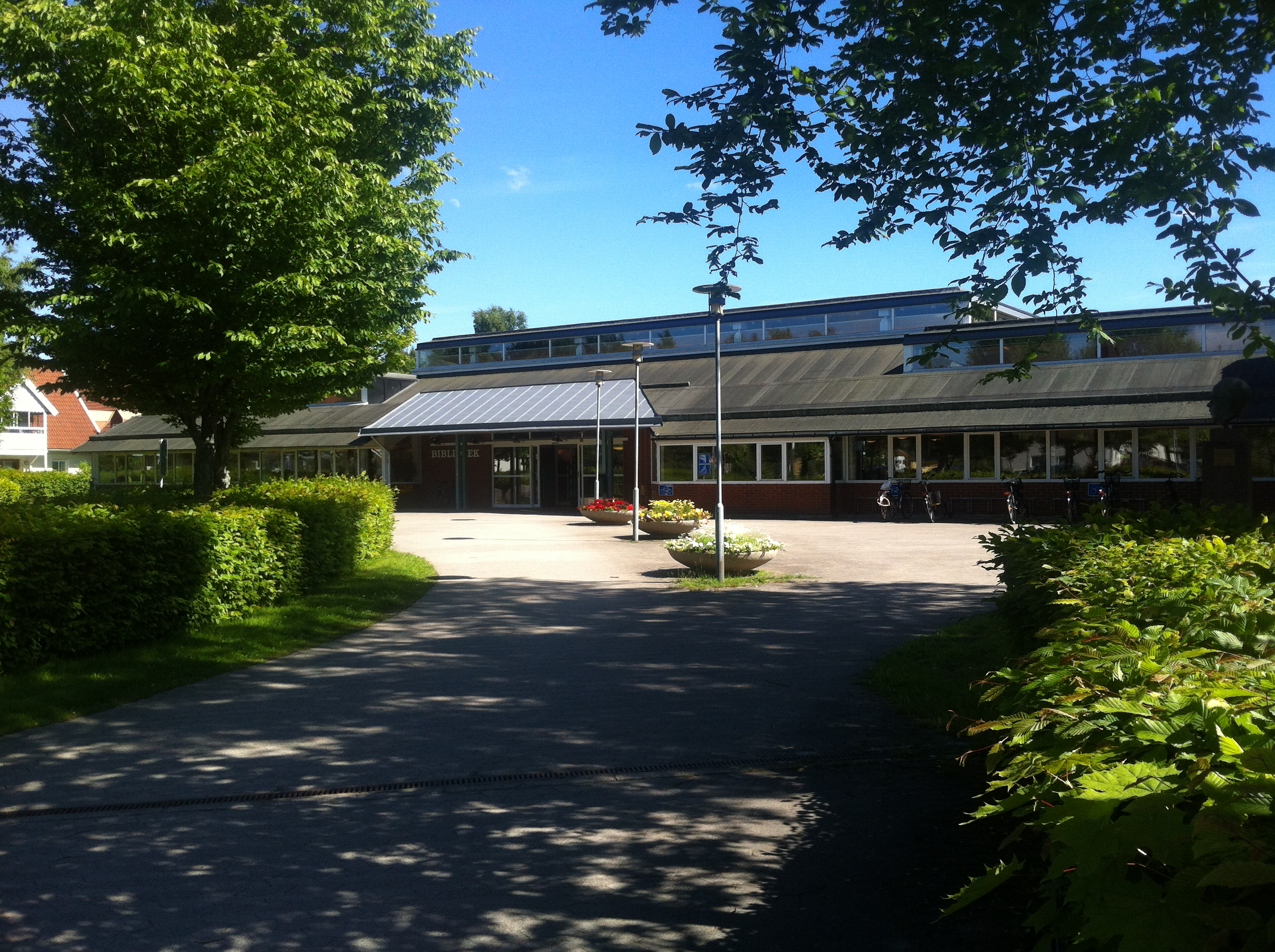
Ljungby bibliotek
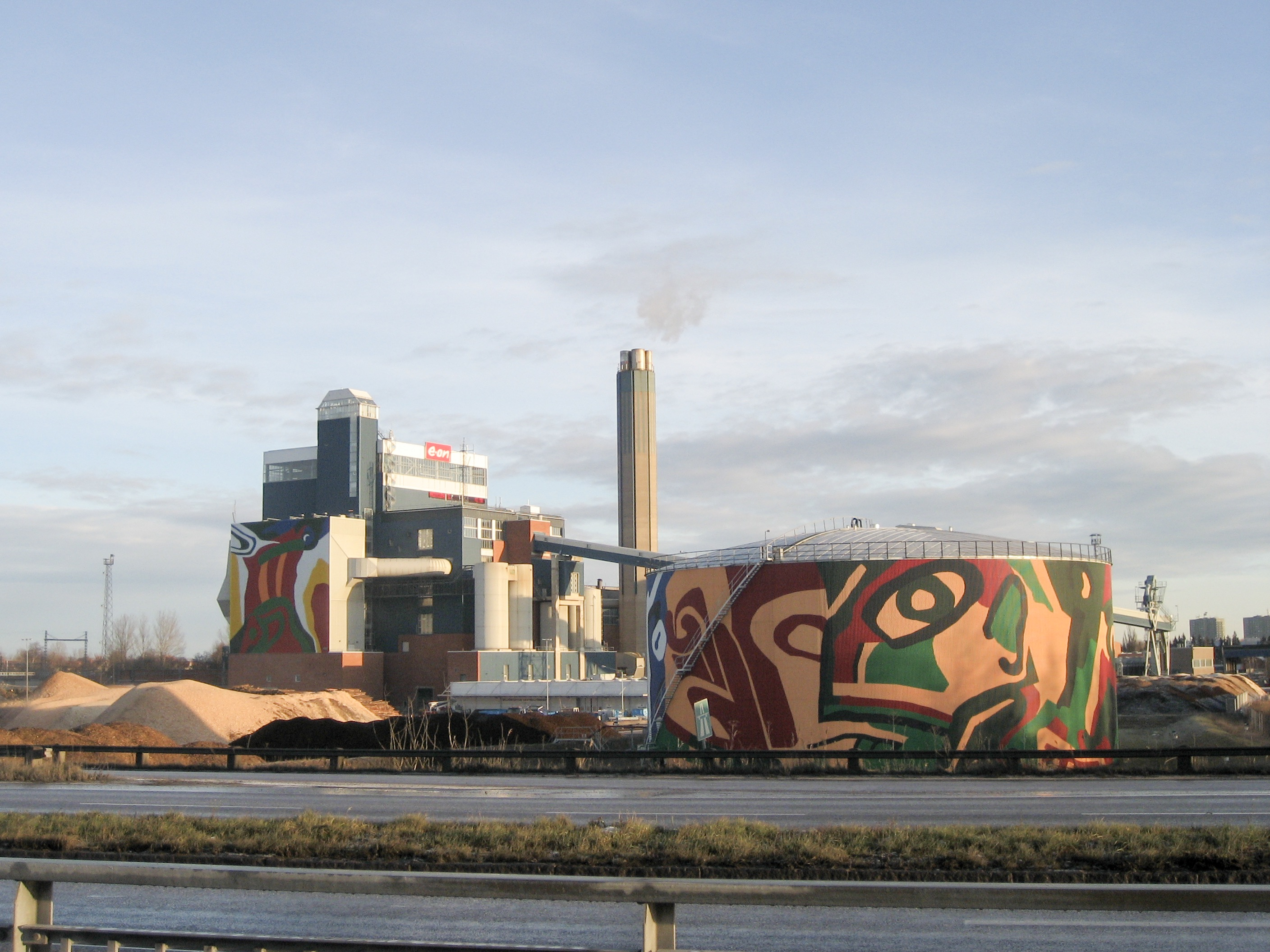
Åbyverket i Örebro.
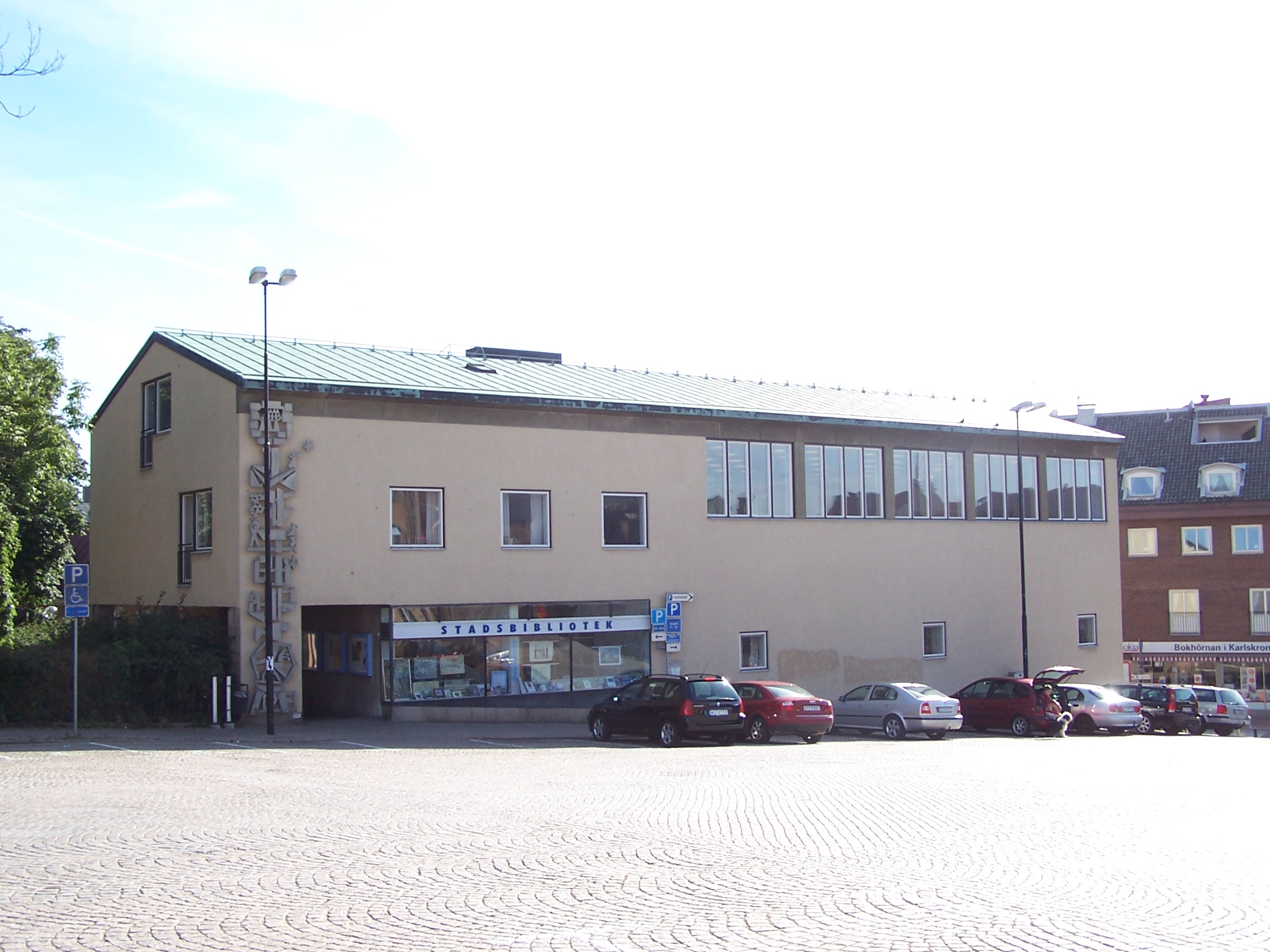
Stadsbiblioteket i Karlskrona
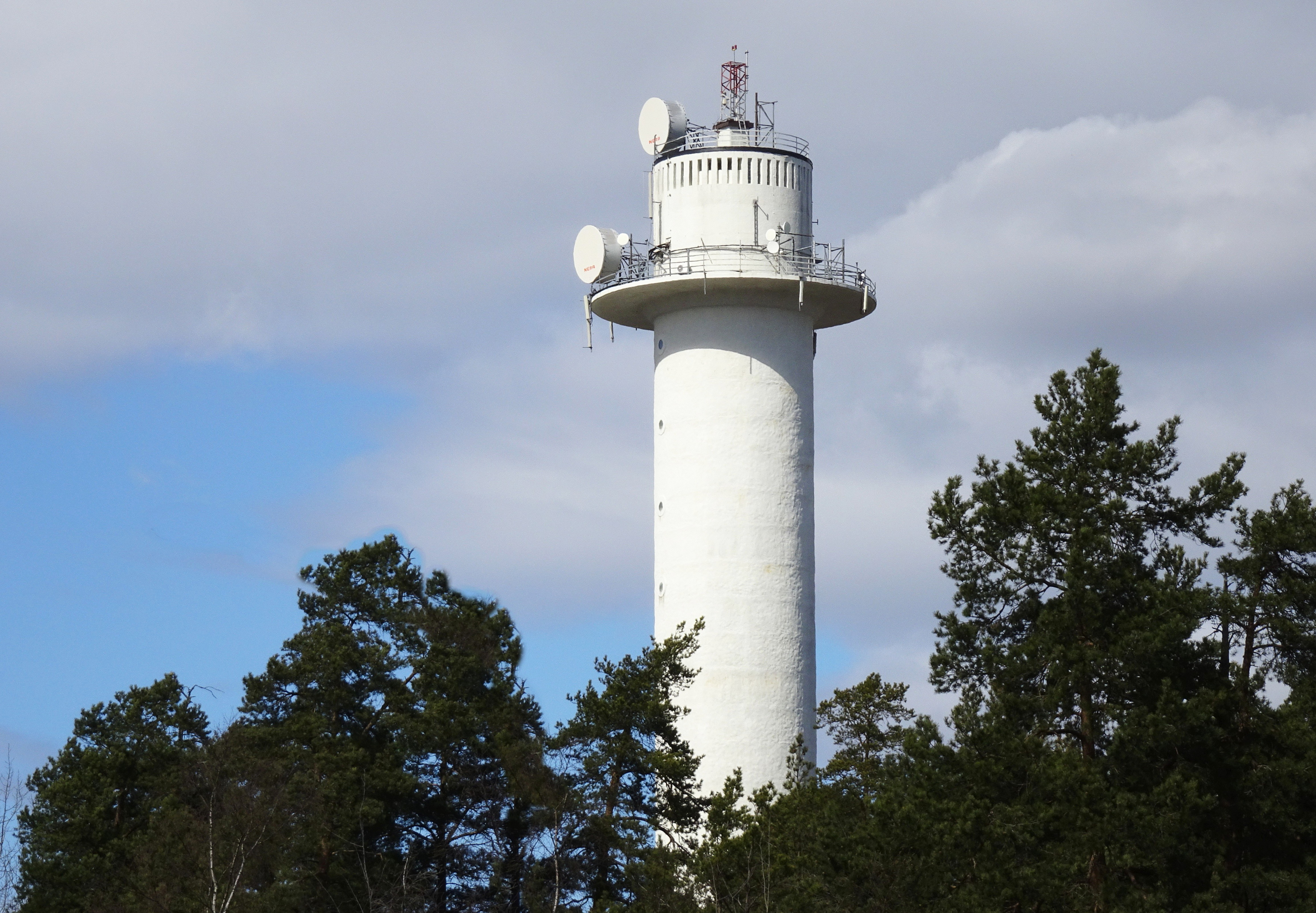
Sätra radiolänktorn i Stockholm
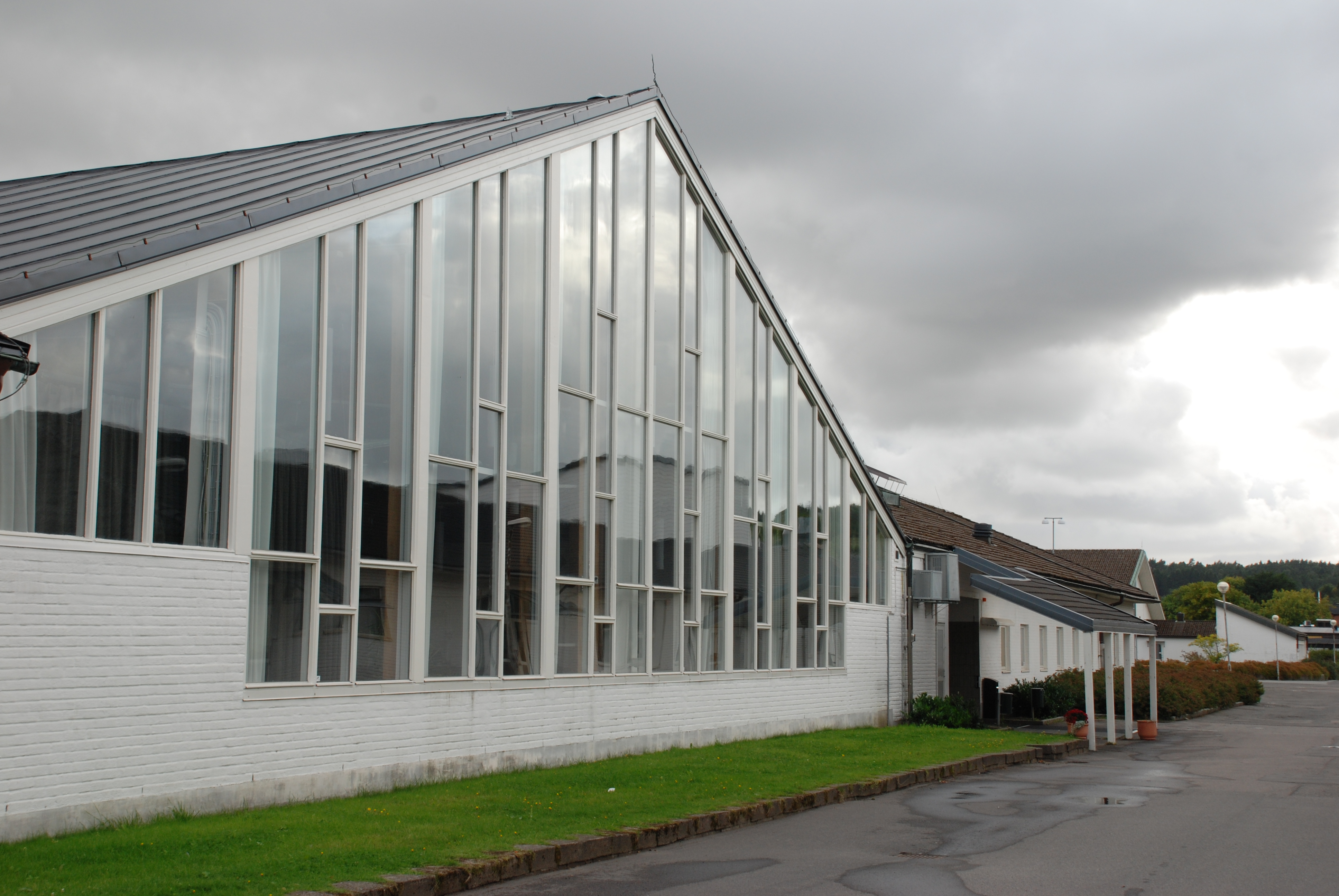
Fässbergsgymnasiet i Mölndal
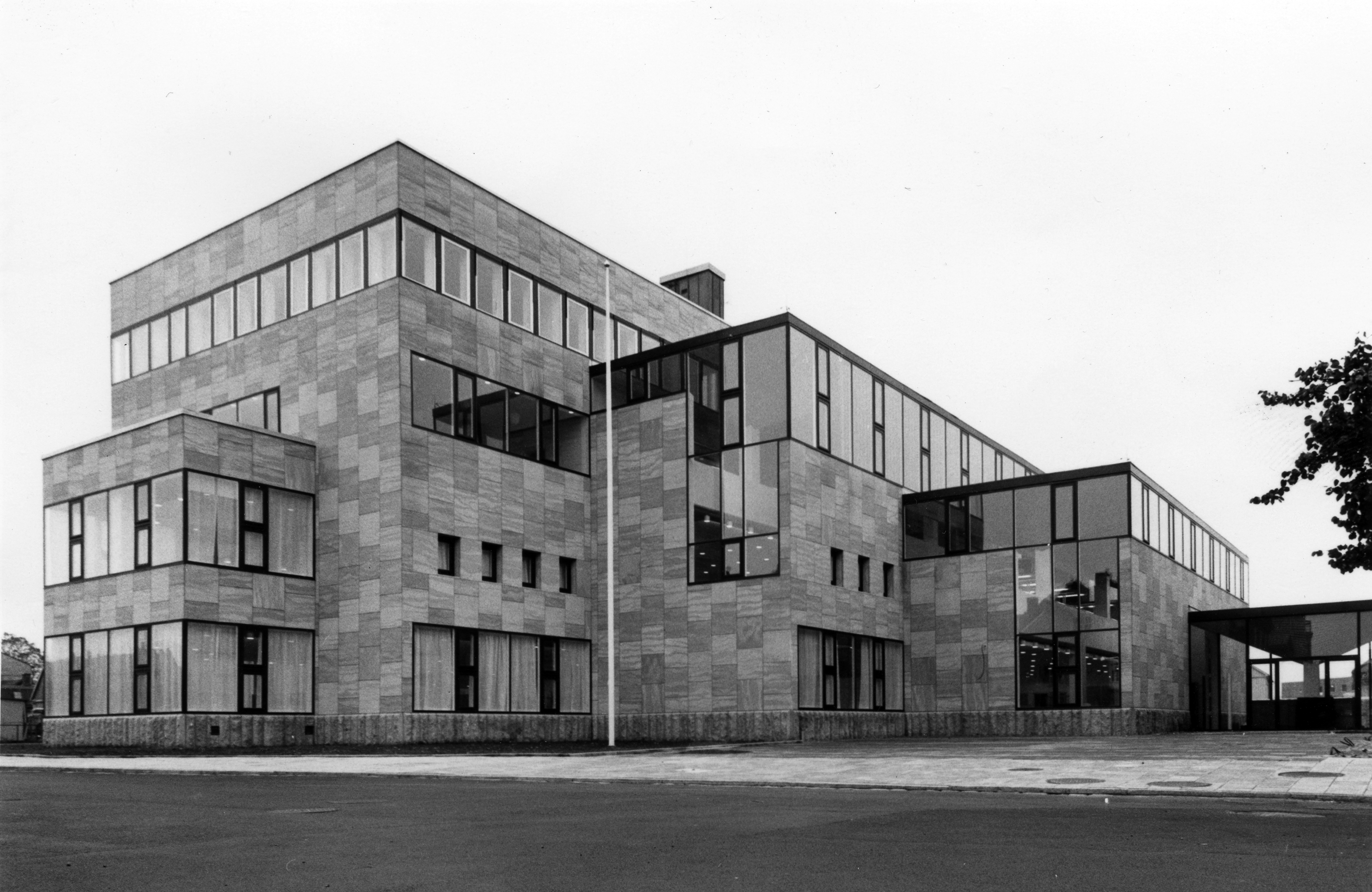
Jönköpings stadsbibliotek
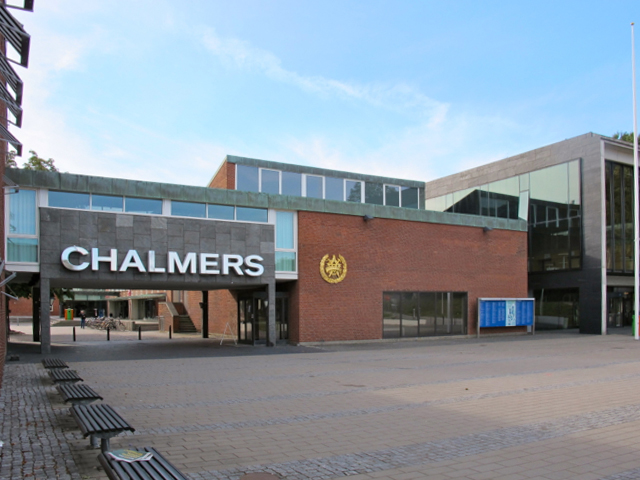
Administrationsbyggnad på Chalmers